# Žedno
Žedno is een plaats in de gemeente Trogir in de Kroatische provincie Split-Dalmatië. De plaats telt 110 inwoners (2001).

## Foto's

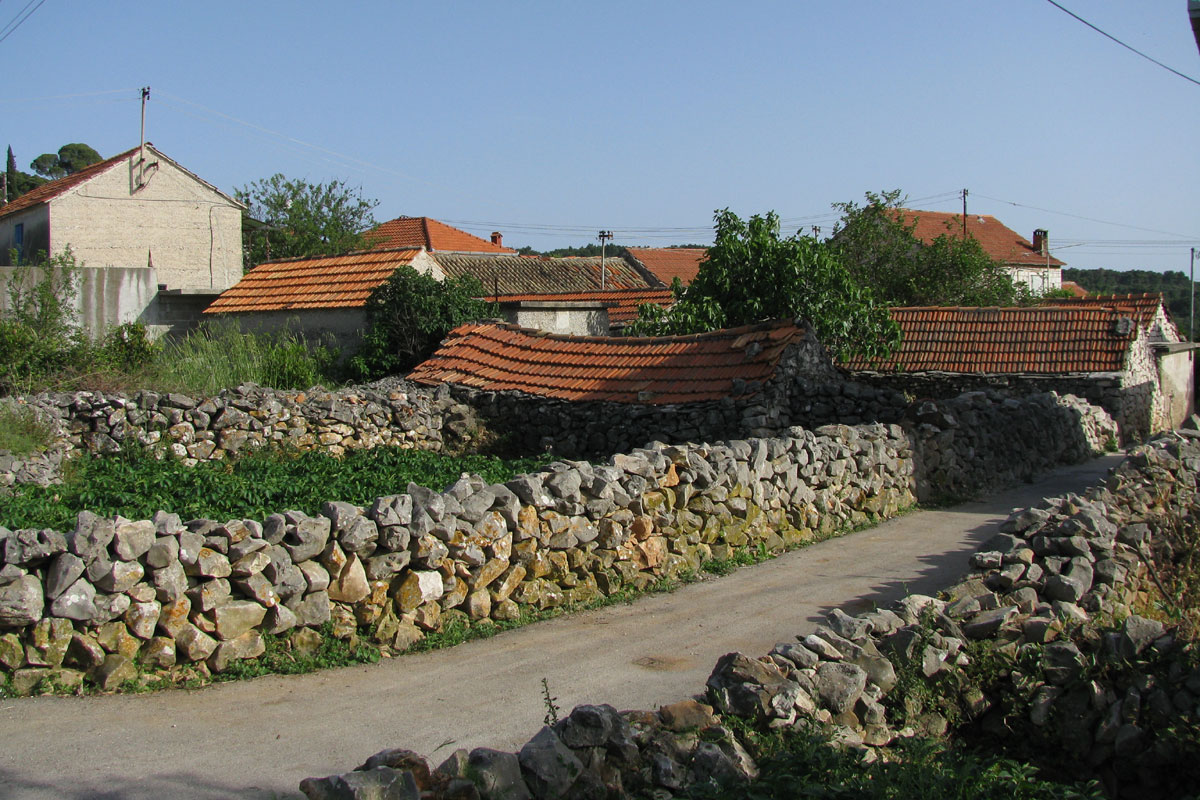
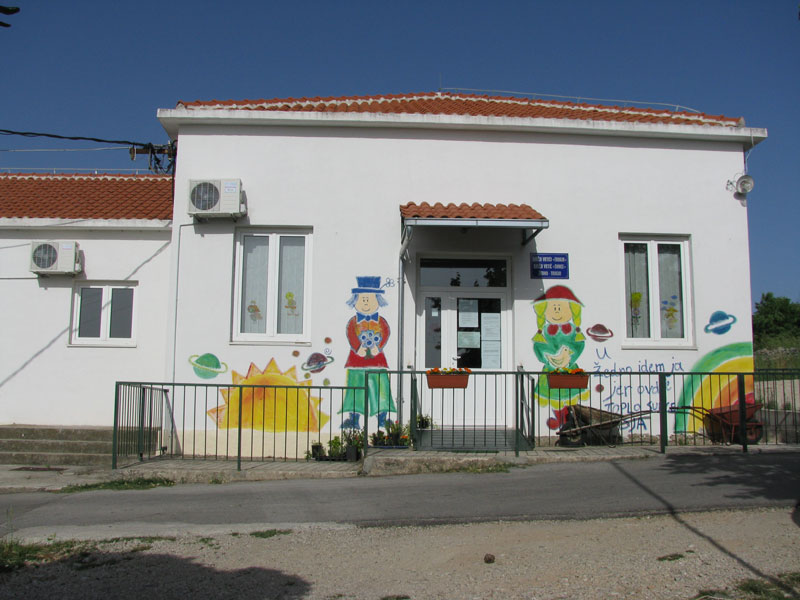